# FC Chiasso
FC Chiasso je švýcarský fotbalový klub z města Chiasso.
Barvy jsou červená a modrá.

## Historie

### Začátky
Klub byl založen roku 1905. V letech 1906–1908 pořádal Coppa Chiasso. Všechny 3 ročníky vyhrál AC Milán, který ve finále roku 1908 porazil Inter, což se považuje za první derby těchto 2 slavných klubů.
Roku 1910 klub začal hrát 3. švýcarskou ligu. Roku 1911 klub otevřel nové hřiště a přijal červenou a modrou barvu.

### Italské období
V roce 1913 se vedení Chiassa, vzhledem k nedostatečné úrovni švýcarského fotbalu, rozhodlo zapsat klub do italského šampionátu. Rossoblùs se však nemohli zúčastnit šampionátu 1913-1914, protože Lombardský regionální výbor FIGC (ke kterému požádali o přidružení) stanovil jako podmínku pro přijetí klubu do jeho řad povinnost mít hřiště přímo na italském území. Tato povinnost byla splněna, když dne 15. března 1914 bylo slavnostně otevřeno fotbalové hřiště v obci Maslianico: k tomuto datu Chiasso odehrálo zápas proti Juventusu Italia z Milána.
V květnu 1914 hráli rossoblù dva přátelské zápasy proti dvěma týmům, které postoupily do první kategorie. Účelem této iniciativy bylo definovat technicko-konkurenční úroveň, kterou klub z Ticina získal, a zjistit, jaké šance by mohl v následující sezóně mít proti týmům vyšších kategorií. Na hřišti Mornello rossoblù vyhrál oba zápasy, když porazil Cremonese i Savoiu z Milána. Díky těmto vítězstvím (a také díky podpoře právníka Giovanniho Maura, předsedy lombardského federálního výboru) byl Chiasso přijat do první kategorie, nejlepší italské fotbalové série té doby.
Pobyt Chiassa v italských ligách trval až do roku 1923, kdy bylo rozhodnuto o návratu do řad švýcarské federace.

### Švýcarské období
Dne 12. června 1927, když porazil Sportclub Veltheim z Winterthuru 5:1 v barážovém zápase v Curychu, dosáhl pohraniční tým svého prvního postupu do nejvyšší švýcarské ligy. Tullio Grassi a Giovanni „Nino“ Lupi byli první hráči, kteří se dostali do reprezentace. Oba debutovali 6. října 1929 v Praze (Československo - Švýcarsko 5:0). V roce 1931 se počet účastníků nejvyšší soutěže snížil z 33 na 18, takže z ní Chiasso sestoupilo.
Do 1. ligy se Chiasso vrátilo až v roce 1948. 50. léta byla nejúspěšnějším obdobím klubu: tým byl druhý v roce 1951 a třetí v letech 1952 a 1958. Roku 1961 tým sestoupil. 1. ligu pak hrál ještě v letech 1962–1965, 1972–1974, 1978–1982, 1983–1984 a 1992–1993.

## Úspěchy
- Švýcarská liga
  - 2. místo: 1950–1951
  - 3. místo: 1951–1952, 1957–1958